# Vladímir Górev
Vladímir Efímovich Górev (1900 - 1938), conocido como Vladímir Górev, fue un militar soviético conocido por haber participado en la defensa de Madrid en calidad de consejero militar soviético durante la guerra civil española.

## Biografía
Górev nació en la localidad bielorrusa de Vélizh, en la gobernación de Vítebsk, entonces perteneciente al Imperio ruso. En su juventud se unió al Ejército Rojo y tuvo amplia experiencia de combate en la guerra civil rusa (1918-1921). Posteriormente, ya integrado en el escalafón militar de la URSS, fue enviado como sido asesor en China (donde fue conocido por los pseudónimos de “Nikitin” y “Gordon”) con el objetivo de acelerar el proceso de sovietización de las milicias del Partido Comunista de China durante la guerra civil iniciada en 1927.
De vuelta en la URSS, Górev fue enviado como "asesor militar" por el gobierno soviético a la España republicana tras el estallido de la guerra civil española. Górev poseía el cargo de General de Brigada al llegar a Madrid en el otoño de 1936 como agregado militar, donde fue apodado como Sancho. Su presencia como asesor militar en la batalla de Madrid fue elogiada por el teniente coronel Vicente Rojo, así como luego con el Jefe del Estado Mayor del Ejército del Norte, el militar comunista Francisco Ciutat (llamado "Angelito"). 
Se incorporó con dicho prestigio al frente republicano del Norte en la primavera de 1937 en sustitución de Kiril Jackson. En el frente del Norte, por ejemplo en la defensa de Bilbao los informes de los oficiales vascos no fueron tan buenos y cuestionaron sus méritos en la táctica bélica de dichos combates. Caído el frente norte, Górev no logró escapar del cerco franquista y se refugió, junto a otros muchos soldados republicanos, en las montañas asturianas, aunque a finales de año logró ser rescatado. Fue llamado de nuevo a Madrid y de allí retornó a la URSS. 
Ya en su patria, Górev fue arrestado por sospechas de "traición" en el contexto de la Gran Purga de Stalin, siendo apresado el 25 de enero de 1938. Sometido a un juicio sumario el 20 de junio de 1938, fue condenado a muerte y fusilado el mismo día en el campo de fusilamiento de Communarka. El gobierno de la URSS rehabilitó a Górev de las acusaciones en 1956.